# Sartène

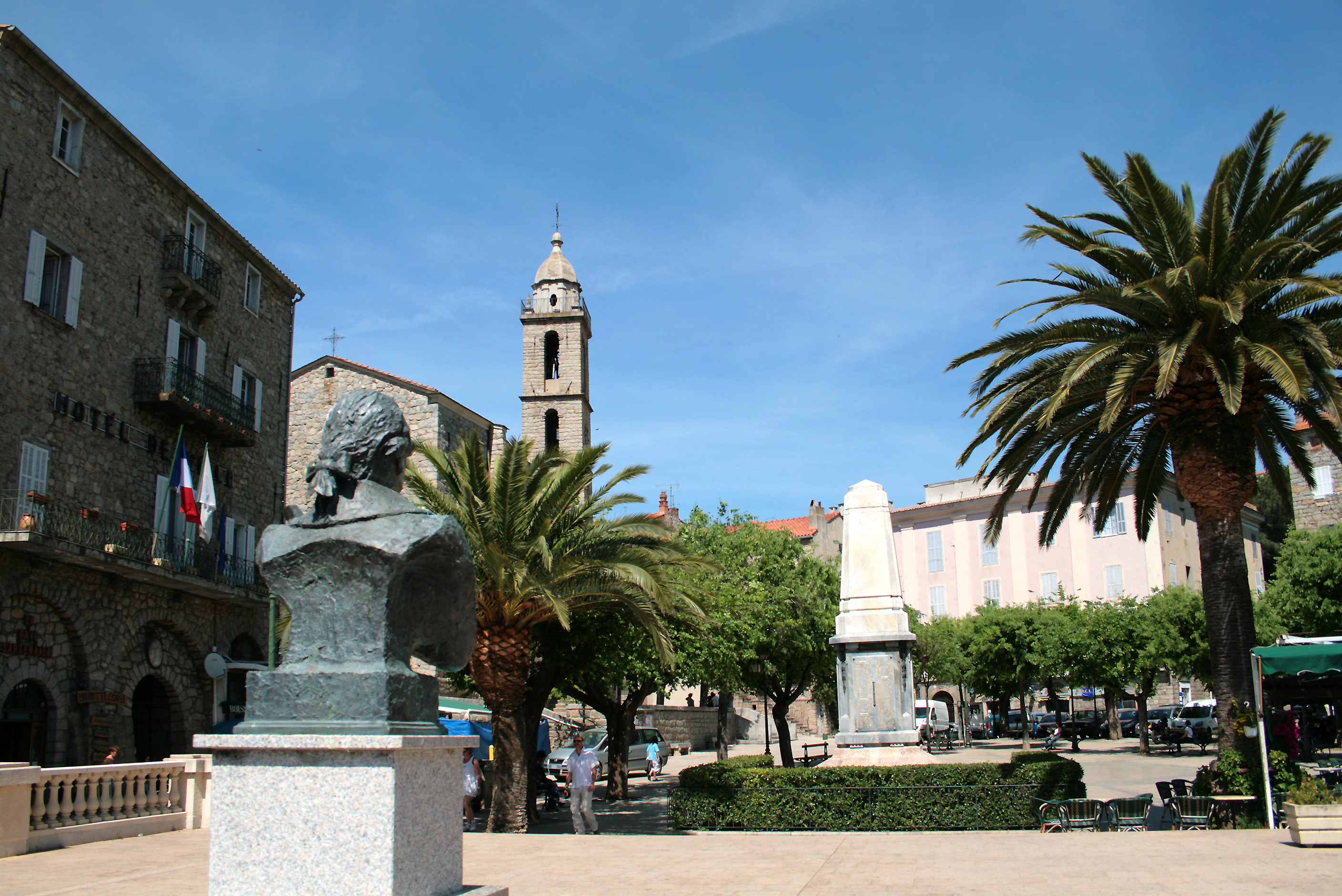
Sartène, Place de la Libération

Sartène (korsisch Sartè; italienisch Sartena oder Sartene) ist eine französische Gemeinde und die Hauptstadt des Sartenais auf Korsika. Sie hat 3732 Einwohner (Stand 1. Januar 2022) und eine Fläche von 200 km² und ist damit flächenmäßig die größte der Insel. Die Bewohner werden Sartenais und Sartenaises genannt.

## Stadtbild
Der Ort wird auf Korsika als „die korsischste aller korsischen Städte“ bezeichnet. Diese Bezeichnung geht auf den Schriftsteller Prosper Mérimée zurück. Sartène ist in zwei Teile, eine Ober- und eine Unterstadt aufgeteilt. Der Hauptplatz der Stadt heißt offiziell Place de la Libération – die Einheimischen nennen ihn aber Place Porta. Hier steht das Rathaus der Stadt, welches gleichzeitig den Eingang zur Altstadt von Sartène bildet.

## Bevölkerungsentwicklung
| Jahr                       | 1962 | 1968 | 1975 | 1982 | 1990 | 1999 | 2006 | 2017 |
| Einwohner                  | 2805 | 2913 | 3761 | 3044 | 3525 | 3410 | 3096 | 3259 |
| Quellen: Cassini und INSEE |      |      |      |      |      |      |      |      |

## Kultur
Ein besonderes Schauspiel gibt es am Karfreitag zu sehen: Hier führt die Prozession des Catenacciu, des „Geketteten“, durch die Stadt von der Kirche Sainte-Marie zur Kapelle Saint-Sébastien. Die Menschen begleiten den großen Büßer in seinem roten Gewand und den kleinen Büßer in seinem weißen Gewand auf ihrem schweren Weg.
Der große Büßer trägt dabei ein großes und schweres Holzkreuz auf dem Rücken und eine nicht minder schwere Kette an den Füßen. Dabei stürzt er mehrfach zu Boden. Der kleine Büßer unterstützt ihn auf seinem Weg. Beide Männer sind inkognito; ihre Identität ist nur dem Pfarrer des Ortes bekannt.
Der in Sardinien übliche Schafskäse Casu Marzu wird in Sartène als casgiu merzu angeboten. Wie auch in Sardinien, wird der casgiu merzu mit Hilfe der Fliegenmade Piophila casei hergestellt.

## Sehenswürdigkeiten
- Altstadt mit engen Gassen und Befestigungen
- Kirche Sainte-Marie
- Korsisches Museum für Vorgeschichte
- Capu de Roccapina, Kultplatz der Torreaner
- Fozzano, Dorf mit Wohntürmen
- Megalithen von Cauria (Dolmen, Statuenmenhire und Menhire), Alignement d’Apazzu
- Spin’a Cavallu (Pferderücken), genuesische Einbogenbrücke aus dem 13. Jahrhundert.
- Tizzano, der alte Hafen von Sartène
- U Frate e a Suora, zwei Menhire
- Bocca di a Pila, Menhir

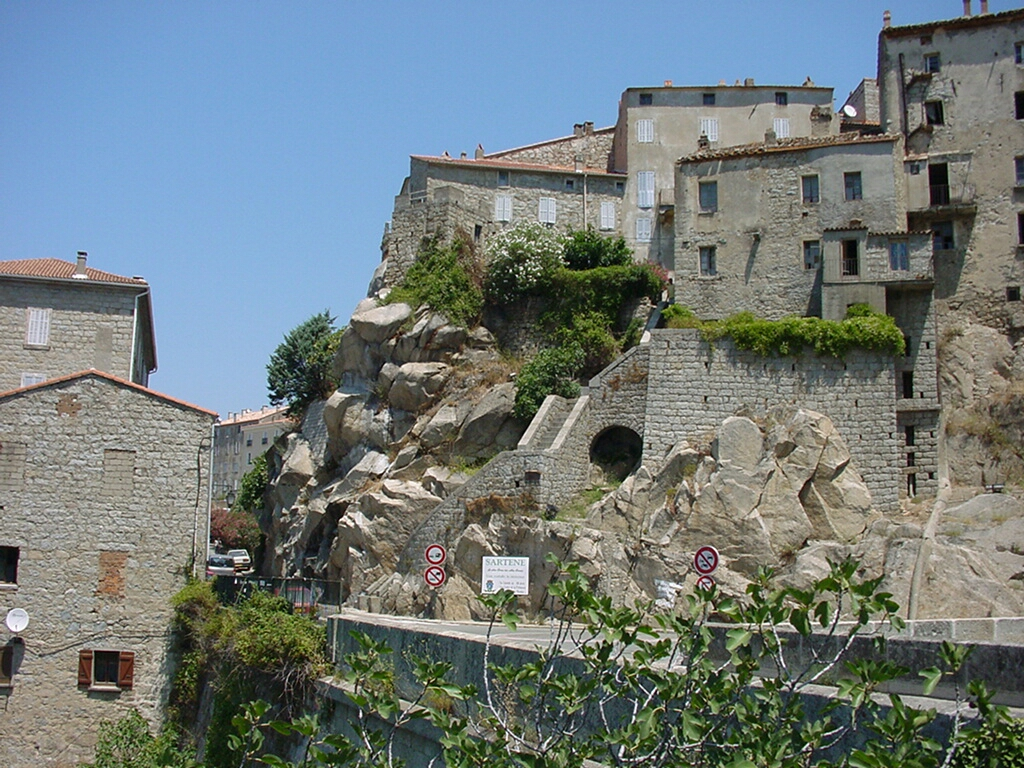
Am Eingang der Altstadt
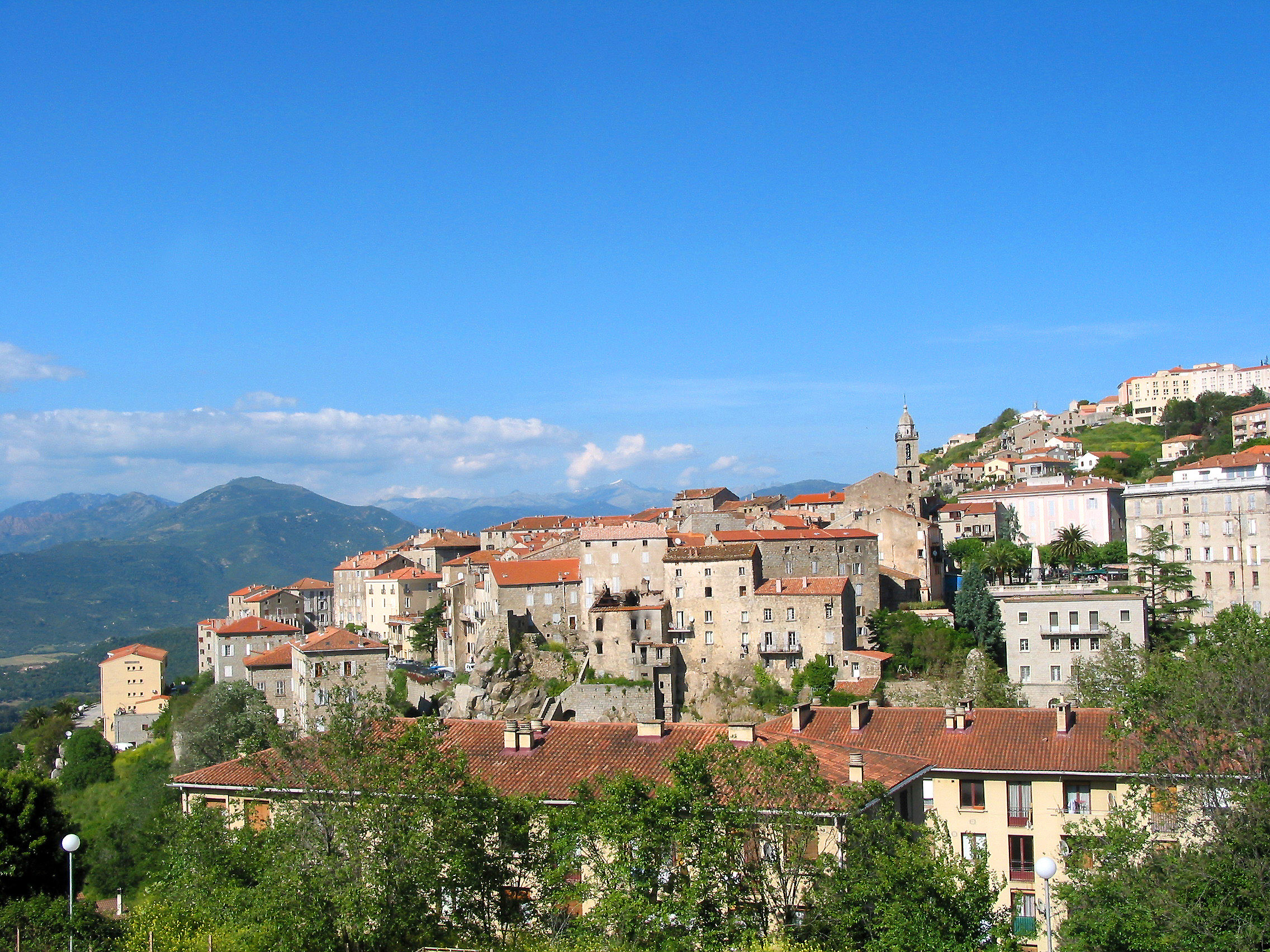
Stadtbild
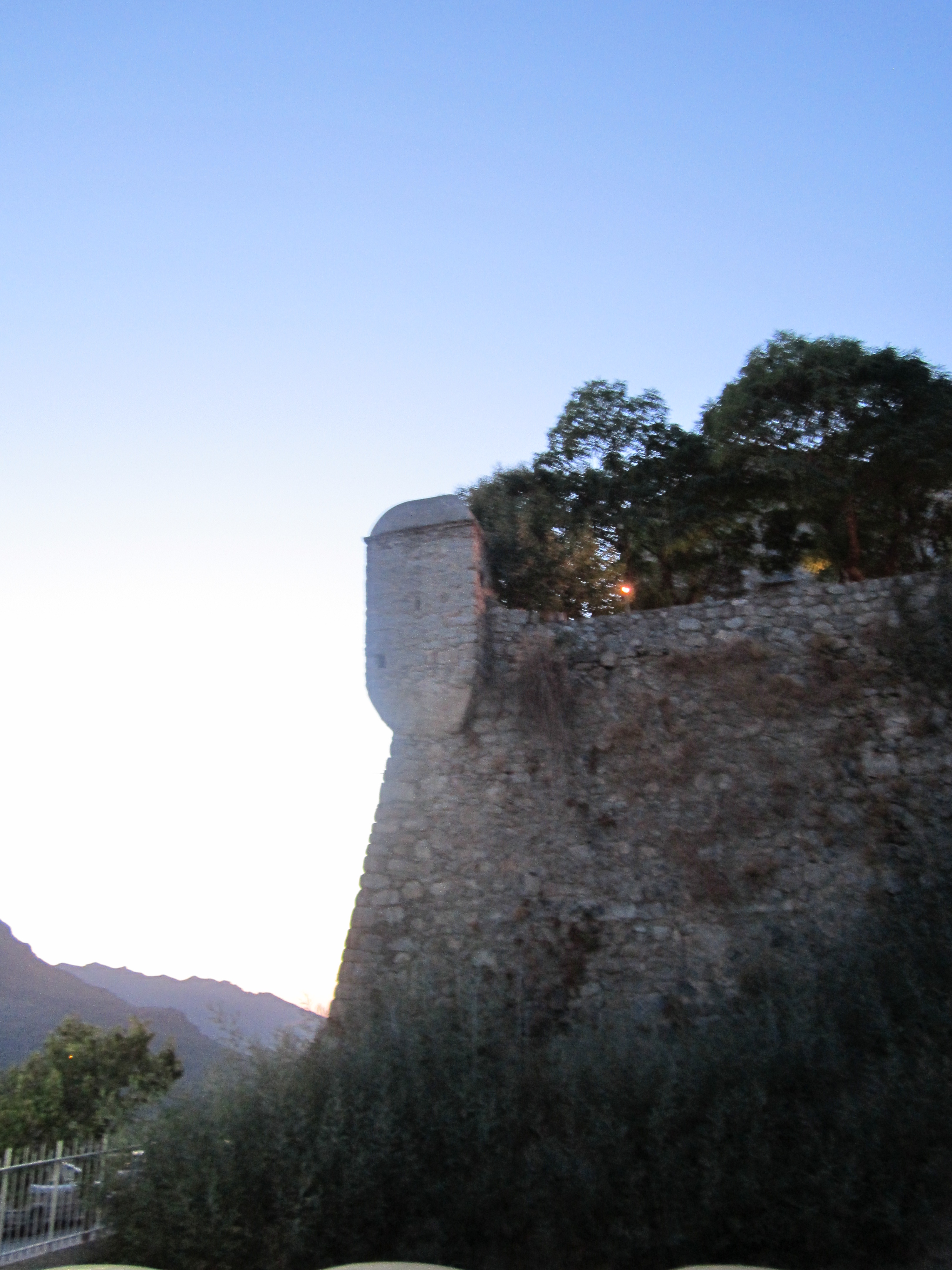
Stadtmauer
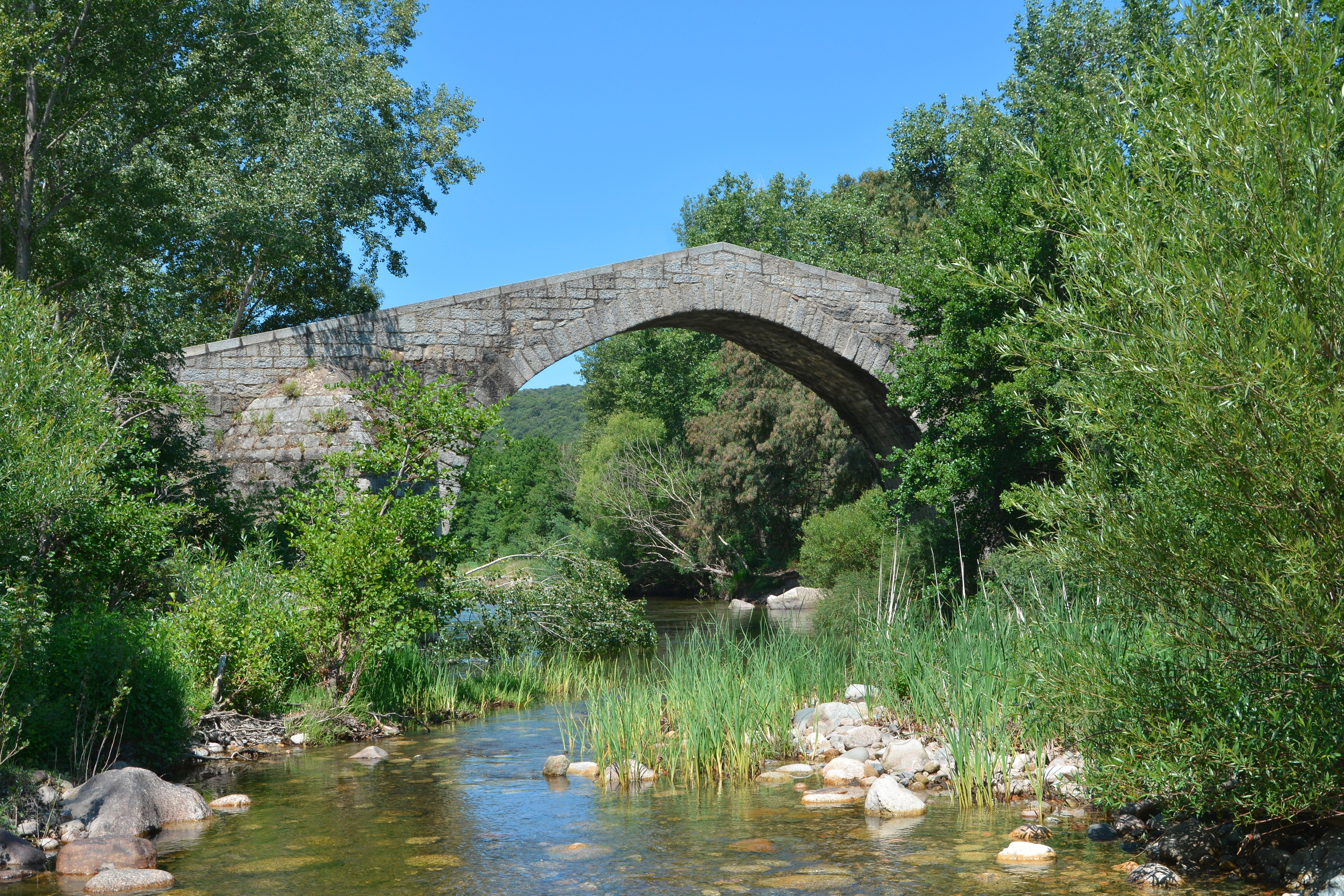
Brücke Spin`a Cavallu aus dem 13. Jahrhundert
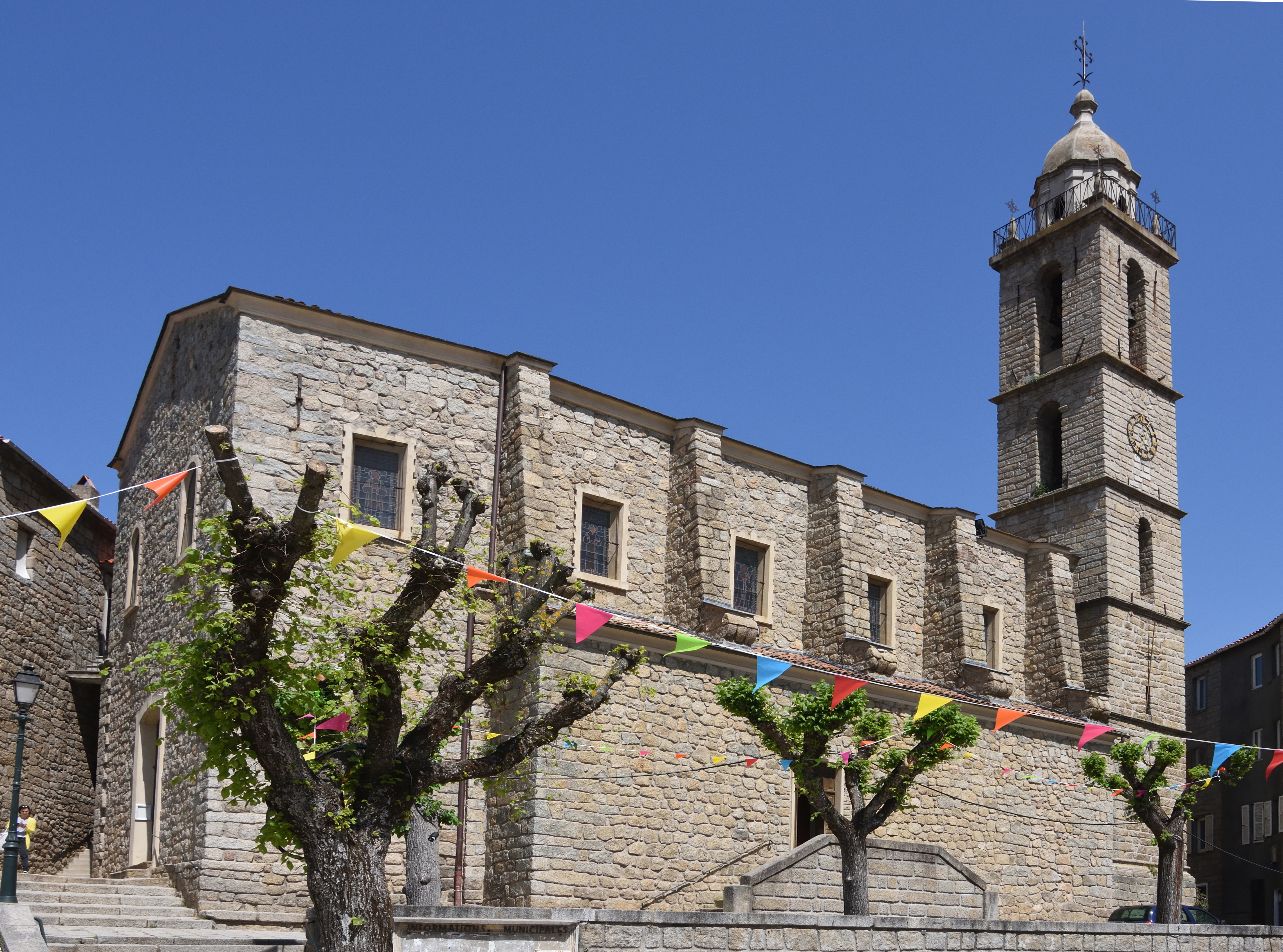
Kirche Sainte-Marie
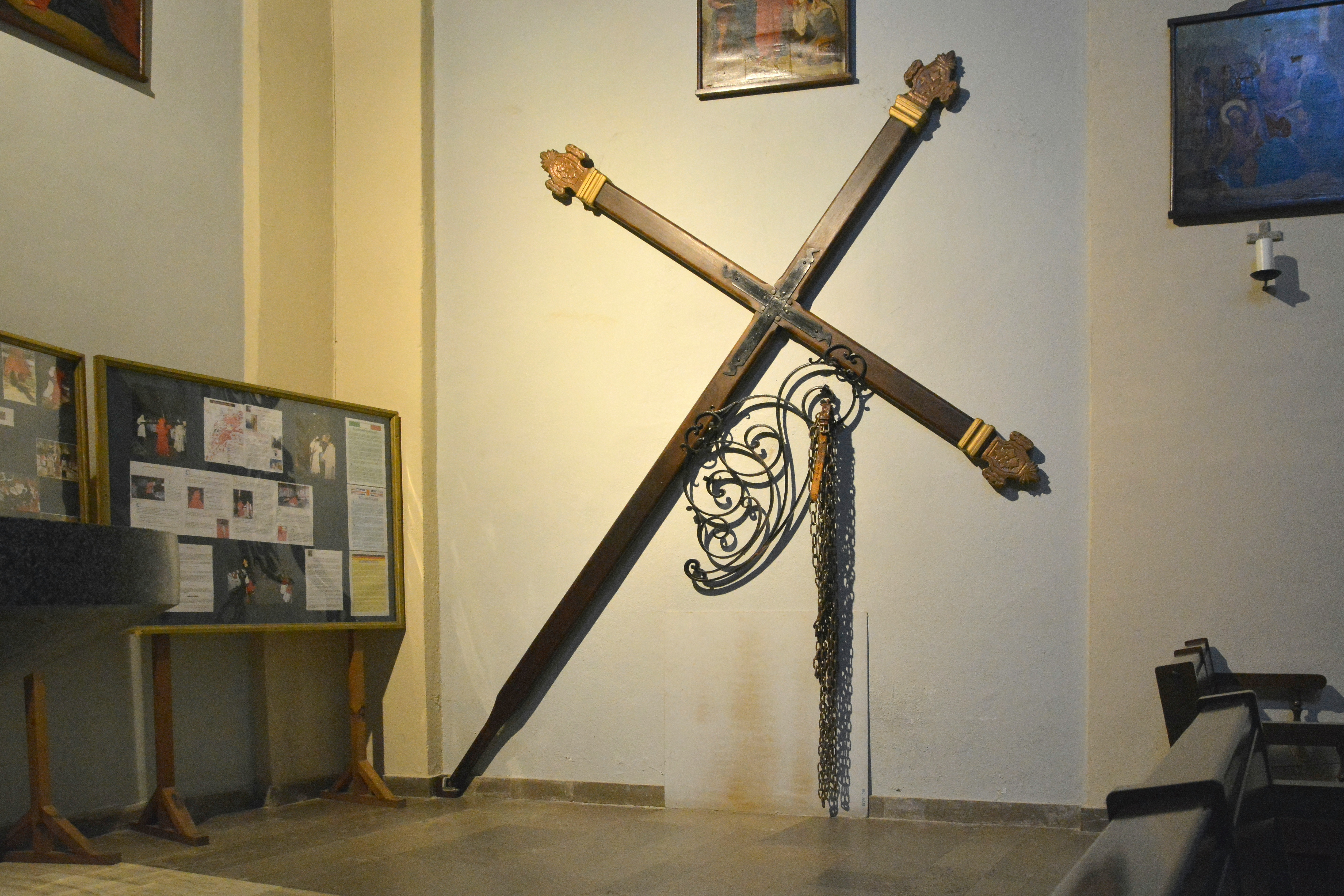
Büßerkreuz und Kette in der Kirche

## Persönlichkeiten
- Dominique Bucchini (* 1943), französischer Politiker, in Sartène geboren

## Belege
1. ↑  Fromage corse: le Sartenais. Archiviert vom Original am 1. Mai 2014; abgerufen am 8. August 2014.